# Priscianus från Caesarea
Priscianus från Caesarea, verksam omkring 500, var författare i latinsk språkvetenskap.
Priscianus från Caesarea, sannolikt det i Mauretanien, uppehöll sig under kejsar Anastasius (491–518), vilken han ägnade hexametrisk panegyrik, i Konstantinopel som lärare i latinska språket. Hans stora arbete Institutiones grammaticæ i 18 böcker är ännu i behåll i omkring 1 000 manuskript. Det 
innehåller en fullständig systematisk framställning av den latinska grammatiken (16 böcker behandlar formläran, 2 upptagande mer än en fjärdedel av det hela, ordfogningen), är särdeles viktigt genom sina många notiser och citat ur den äldre förlorade litteraturen samt har tjänat som grundval för grammatiska arbeten ända till senaste tider; arbetet utmärker sig för klarhet och reda, men är – helt naturligt för hans tid – utan vetenskaplig grundval. Hans härledningar är stundom högst egendomliga, exempelvis cælebs (ogift) av celestium vitam ducens (levande de saligas liv). Särskilt har Priscianus terminologi i mycket vunnit hävd. Smärre arbeten av Priscianus är de tre, Symmachus tillägnade, om talförhållanden samt om mynt och vikt, om Terentius versmått och om retoriska övningar. Av hans hand finns även en geografisk handbok, bearbetad, likasom Avienus likartade, efter greken Dionysios. Första upplagan trycktes 1470 i Venedig. För övrigt är hans verk utgivna i Heinrich Keils Grammatici Latini (band 2 och 3, 1855–59), Emil Baehrens Poetæ latinæ minores (band 5, 1883), och Karl Müller, Geographi græci minores.